# Arousa
Arousa (hiszp. Isla de Arosa) – należąca do Hiszpanii, największa wyspa atlantyckiego wybrzeża Galicji (15. pod względem powierzchni wśród hiszpańskich wysp).

## Geografia
Długość wyspy wynosi 5,6 km; natomiast szerokość nie przekracza 2,9 km. Najwyżej położony punkt, Con do Forno, wznosi się na 68 m n.p.m. (w środkowej części wyspy). Na jej niewielkiej powierzchni (6,9 km²) przeważa zróżnicowany krajobraz nizinny. Jej rozczłonkowana linia brzegowa (z 11 plażami) ma łączną długość 36 km. W roku 1985 wyspa została połączona z kontynentalną Hiszpanią mostem o długości 2 km. W jej północno-wschodniej części znajduje się niewielka latarnia morska Faro de Punta Cabalo (10 m n.p.m., rok budowy: 1853), której światło ma zasięg 10 Mm.